# New Philadelphia (Pennsylvanie)
Pour les articles homonymes, voir New Philadelphia.
New Philadelphia est un borough situé au centre du comté de Schuylkill, en Pennsylvanie, aux États-Unis,. En 2010, il comptait une population de 1 085 habitants. Il est incorporé en 1868.

## Démographie
Lors du recensement de 2010, le borough comptait une population de 1 085 habitants. Elle est estimée, en 2019, à 1 019 habitants.

### Source de la traduction
- (en) Cet article est partiellement ou en totalité issu de l’article de Wikipédia en anglais intitulé « New Philadelphia, Pennsylvania » (voir la liste des auteurs).